# モレロ一家
モレロ一家またはモレロ・ファミリー（モレロいっか、英：Morello family）は、アメリカを拠点としたイタリア系（シチリア系）マフィア組織（コーサ・ノストラ）。1890年代に結成され、アメリカン・マフィアの走りとされる。シチリア島・コルレオーネ出身のジュゼッペ・モレロが同郷の者たちを束ねて組織した。カモッラや他のシチリア系派閥組織と抗争を広げて組織を拡大させ、一大勢力を築く。
1920年代になると新鋭の非コルレオーネ派の実力者ジョー・マッセリアに組織を乗っ取られ、モレロは相談役（コンシリエーレ）となった。1930年に始まるカステランマレーゼ戦争でマッセリアやモレロが暗殺された後、シチリア系マフィアが五大ファミリーに再編される中でラッキー・ルチアーノ率いるルチアーノ・ファミリー（後のジェノヴェーゼ・ファミリー）となった。なお、この系統とは別に1910年代に分派したガエタノ・レイナを系譜上に持つコルレオーネ派のルッケーゼ・ファミリーも存在する。

## 歴史

### 一家の形成
20世紀初頭、シチリア移民のジュゼッペ・モレロ
がニューヨークのイースト・ハーレムやロウアー・イースト・サイドにいたシチリア・ギャングを統合して興した。雑貨屋やレストランなどの商売をやりながら、同郷の強い結束力を背景に、強請や紙幣偽造などの犯罪活動を展開した。稼いだ金は合法ビジネスに投下し、マネーロンダリングした。メンバーは、モレロの出身地コルレオーネ及びその近郊出身者が中心で、広くシチリア各地の出身者を取り込み、1905年頃までに一大勢力を形成した。
1910年2月、モレロ他多くのメンバーが内部密告者の証言により紙幣偽造で有罪となり、監獄送りとなった。

### 派閥争い
モレロ投獄後、ロモンテ兄弟（チャールズ・”フォーチュネート”・ロモンテ＆トーマス・ロモンテ）がボスの座を継いだが、モレロの権威を失った一家は、派閥争いに突入した。同じ頃に頭角を現したシチリア系のサルヴァトーレ・”トト”・ダキーラの勢力と確執を生んだ。1912年時点で、ロモンテのモレロギャング、マンフレディ（アル・ミネオ）ギャング、ニコラ・シーロのギャング（カステランマレーゼ派）、ダキーラ派の4つの派閥が存在し、前3者は互いに提携しているが、ダキーラ派とは対立していたという。
1913年、モレロ収監を機に一家から離反したジュゼッペ・フォンタナ、一家きっての武闘派ジュゼッペ・ファナロが相次いで殺されたが、両者とも、モレロの異父弟で一家のリーダー格になったテラノヴァ兄弟との確執が原因とされる。1914年5月、チャールズ・ロモンテが暗殺されたが、ダキーラ首謀説があり、ヒットマンは一説にウンベルト・ヴァレンティとされる。ロモンテの死後、テラノヴァ兄弟の3男ニコラス・テラノヴァがボスを継いだ。

### 対カモッラ抗争
1910年代を通じて、テラノヴァ三兄弟（ヴィンセント、チロ、ニコラス）をリーダーとするモレロ一家はハーレムに様々な利権を確立していた。1915年5月、同じハーレムにいたナポリ系ギャングの頭領ジョシュ・ガルッチをブルックリンのカモッラの協力を得て殺害することに成功し、その賭博や強請の利権を組み入れてハーレムの縄張りを独占した。さらにロウアー・マンハッタンの賭博利権の拡大を狙ったが、ライバルのジョー・ディマルコが邪魔になった為、カモッラの協力を得て殺害した。
ブルックリンで勢力を拡大したカモッラボスのペリグリーノ・モラノは、モレロ一家と提携してハーレムで賭場を開いていたが、予想外の低収入やシチリア人への不信感から、モレロ一家の縄張りを強奪することに決め、一家上層部全員の同時暗殺を企てた。1916年9月、会議と称しておびき出されたニコラス・テラノヴァは、モラノとネイビー・ストリート・ギャング（カモッラ）の共謀により暗殺され、全面戦争になった（マフィア－カモッラ戦争）。
一家はヴィンセント・テラノヴァがボスの座を継いだが、カモッラの勢いに押され地盤のハーレムに引っこみ防戦一方となった。ポリシー賭博やアーティチョークなどハーレム利権をカモッラに奪われたが、翌1917年11月、モラノらカモッラの主要メンバーが裏切り者ラルフ・ダニエロの密告で芋づる式に検挙され、監獄送りとなって自滅したため、ハーレムの支配を取り戻した。

### 密輸抗争
1920年3月、モレロが出所すると、一家が勢いを取り戻すのを恐れたダキーラがモレロら主力メンバーに死の宣告を出し、モレロはシチリアに避難した。1922年5月、密輸で大金持ちになったヴィンセント・テラノヴァが暗殺された（一説に暗殺犯はダキーラの刺客ヴァレンティ）。同年8月、酒の密輸で急速に力をつけたジョー・マッセリアがヴァレンティとの争いを制し、モレロをシニア・アドバイザーに担ぎ上げてモレロ一家を継ぎ、ボスになった。
1920年代を通じてマッセリアはロウアー・マンハッタンを拠点にテリトリーを拡大し、1928年に仇敵ダキーラを暗殺すると傀儡ボスのアル・ミネオを通じてそのブルックリンの縄張りを自陣に加えると共に、ブロンクスやニュージャージーにまで進出し、地元のギャングを取り込んだ。
1930年、酒の密輸で富裕化したブルックリンのカステランマレーゼ派マフィアを取り込もうとして戦争になった（カステランマレーゼ戦争）。マッセリア派の重鎮とみなされたモレロは、1930年8月15日、ニコラ・シーロに代わってボスになったカステランマレーゼ派のサルヴァトーレ・マランツァーノの暗殺チームにより殺害された。1931年4月、ルチアーノがマランツァーノと内通してマッセリアを謀殺し、その組織を母体にして新たにルチアーノ一家（現ジェノヴェーゼ一家）を興した。
ニコラス、ヴィンセント、モレロに先立たれたチロ・テラノヴァは、ルチアーノ一家の幹部として生き延びたが、1930年代前半ルチアーノに引退を勧告され、1938年、兄弟で唯一ベッドの上で死んだ。

## 組織構成
組織は、「社長（ボス）」、社長に任命された「コーポラルCorporal（幹部）」3-4人、大勢の一般構成員から成り、「コーポラル」が「社長」の命令を実行する責任を持ち、大勢の構成員がその指示を受けて動くという体制で、ボスはモレロだった
。構成員は、1910年時点で100人前後だったとみられる。
組織はモレロのワンマン体制で、側近または有力メンバーにイニャツィオ・ルポ、テラノヴァ三兄弟（モレロの異父弟）、ジュゼッペ・フォンタナ、アントニオ・チェカラ、ロモンテ兄弟などがいた。ほか著名なメンバーに、トンマーゾ・ペット、ジュゼッペ・ファナロ、ヴィト・ラドゥカ、アンジェロ・ガリアーノ、イッポーリト・グレコ、ジオヴァンニ・ザルコーネ、ジオヴァンニ・ペチョラーロ、ガエタノ・レイナ、トミー・ガリアーノ、スティーブ・ラサール、密輸パートナーにヴィト・カッショ・フェロやサルヴァトーレ・クレメンテなどがいた。
レイナとトミー・ガリアーノはカモッラ抗争を機に一家を離れ、ブロンクスに独自の一家を形成した（現ルッケーゼ一家）。ジュゼッペ・フォンタナは、同郷ヴィッラバーテ、バゲリーア出身者のグループを率いていたとされ、死後サルヴァトーレ・ディベッラが継ぎ、1920年代半ばジョゼフ・プロファチがディベッラから継いだと信じられている（現コロンボ一家）。

## 組織防衛
「警官を賄賂漬けにして捜査を遮断する」、「捕まると高額な報酬で弁護士に警察と交渉させ、起訴なしで済ます」、「あるメンバーが裁判にかけられると他のメンバーが偽名を使って証言台に立ち、無実を訴える」など、裁判でも組織的に対応していた。さらに民主党系の政治組織タマニー・ホールの有力者ティム・サリヴァンの庇護を得て、裁判を有利に運んだ。紙幣偽造活動では、連邦シークレットサービス（USSSに執拗に付きまとわれるが、うまく煙に巻いて証拠を残さなかった。
メンバーに厳しい沈黙の掟を課し、密告者や裏切り者は拷問して殺害し、袋や樽にバラバラ遺体を詰めて見せしめにした。1902年7月23日、雑貨商でモレロの紙幣偽造団の一員だったジュゼッペ・カターニアの袋詰めの遺体がブルックリンの岸辺で発見されたが、喉を切り開いた切り傷は両耳の根元まで達していた
。後年クレメンテが、首謀者はモレロとドミニコ・ペチョラーロだと証言した。一説にモレロが関わった殺人の数は60人とされる。

## 犯罪活動
強請
1900年代、移民に脅迫状を送り、金を巻き上げるブラックハンドと呼ばれる強請が流行した。モレロ一家もこの流行に乗り、商店を襲って金品を奪い、店を守る名目で同じ店から用心棒代を巻き上げた。要求に従わなければ爆弾による店の破壊や放火、子供の誘拐を行い、時に店を破産させた。政治弱者の移民は、警察に期待できず、報復を恐れて告発しないので、捕まらなかった。
馬
当時馬はまだ重要な運搬手段で、正規の馬ばかりでなく盗難馬が闇市で取引された。馬を盗んでは他都市に持っていきブラックマーケットで売りさばき、1頭300ドルでぼろ儲けした。ニコラス・テラノヴァやロモンテ兄弟が馬泥棒チームを率いた。
日用品
野菜果物や氷など移民の生活必需品の市場に切り込み、供給を独占して高値で売りさばいた。野菜のアーティチョークは長らく一家の安定した収入源になり、チロ・テラノヴァはアーティチョーク・キングと呼ばれた。
破産詐欺
イタリア物産を買いあさり、それを元手に銀行から金を借りて着服し、その後破産する。物品は倉庫に入れた後イタリアに運んで売りさばいた。もともと雑貨商でワインビジネスに長けたイニャツイオ・ルポが深く関与した。
紙幣偽造
1899年頃より、シチリア島のヴィト・カッショ・フェロと結託して、シチリア島で偽造した5ドル札をブルックリン港経由で持ち込み、闇市で売り払った。1902年、偽札密輸を再開し、イタリアで印刷した5ドル紙幣を、オリーヴオイルの空き缶に詰めてニューヨークに持ち込んだ。他都市に運んでギャングに売りさばいたり、経営する会社の配当支払に使い、株主に配当の即時処分を義務付けて当局の追跡を遮断した。1908年までに刷った偽造紙幣は数十万ドルに及んだ。
ポリシーゲーム
ナンバーズ賭博の一種で、ハーレム一帯の非合法のポリシーを支配した。ニコラス・テラノヴァは全マンハッタンのギャンブル支配という壮大な構想を持っていたが、カモッラ勢に阻まれた。
アルコール密輸
禁酒法下の1920年代、リトルイタリーを拠点に酒の密売を始め、ヴィンセント・テラノヴァら多くのメンバーが法外な利益を上げた。マッセリアはカーブ・エクスチェンジ（非合法酒交換所）をコントロール下に置いて酒の売買を仕切り、チロ・テラノヴァは密売収入で武装リムジンを乗り回した。

## 樽殺し
1903年4月14日、マンハッタンのイースト・ヴィレッジの空き地で、バラバラ遺体が詰まった木の樽が見つかった。60個の刺し傷があり、拷問の上死に至らしめたとみられ、首はほとんど切断されていた。新聞はその残虐な殺しぶりを「バレル・マーダー（木の樽殺し）」と呼び、センセーショナルに報じた。犠牲者は前の晩、モレロら数人と一緒にいるところを張り込み中のUSSSに目撃されていた。
警察は、死体はモレロの仲間ベネディット・マドニアだと告発する匿名の手紙を受け取り、捜査官ジョゼッペ・ペトロジーノがマドニアの親族で紙幣偽造で収監中だったジュゼッペ・ディプリモを訪れ、遺体がマドニアと確認した。ディプリモの話から、マドニアがディプリモの仕事の報酬を取ろうとモレロに談判しに行き、揉めた末に殺されたとみた。
木の樽はモレロ一家のメンバーのピエトロ・インゼリッロのカフェにあった砂糖の樽と一致し、発送元のパン製造工場からインゼリッロが砂糖を注文して付け届けられたこともわかった。木の樽に残っていた黒いイタリア製煙草の吸殻と同じ煙草をモレロが所持しており、またモレロの酒場に同じ煙草が見つかった。同4月、警察はマドニア殺害容疑でモレロら12人を逮捕したが、証拠不十分で無罪となった。

## ペトロジーノ暗殺
1909年3月12日、USSSと連携してモレロ一家を追いかけていたニューヨーク市警捜査官ジョゼッペ・ペトロジーノが訪問先のシチリア島パレルモで暗殺されたが、モレロとヴィト・カッショ・フェロの共謀説がある。カッショ・フェロを含む10数人が地元警察に逮捕されたが、全員無罪となり、事件は迷宮入りした。
後年捕まったアントニオ・コミトの証言によれば、「彼ら（モレロギャング）は、パレルモに派遣されたカラブリアンからのニュースを待ち焦がれていた。ペトロジーノが死んだとのニュースが報じられると、彼らはワインを飲み、牛の目を撃ち、盛大に食い散らかし、歓喜のあまりジャンプしたりして有頂天になった」。また別の機会にイニャツィオ・ルポが漏らしたとされる言葉を紹介している：「それ（暗殺）は周到に計画された。パレルモで失敗はありえなかった。わざわざそこ（パレルモ）に行くなんて間抜けもいいところだ」。

## USSS対モレロ
1899年、ブルックリンで偽札が出回った。1900年6月11日、USSSはモレロら7人を逮捕したが、証拠が揃わず放免した。1902年、移民街で再び偽札が出回った時、USSSはモレロ一家をターゲットに据えた。1902年12月、一家のメンバー、ジュゼッペ・ディプリモら3人を尾行し、懐から偽札を出したところを現行犯逮捕し、投獄することに成功した。前回より紙質が良く、より精巧なレプリカに仕上がっていた。1903年1月、モレロ他メンバー数人を紙幣偽造の容疑で逮捕したが、証言者がモレロの関与を否定し、無罪となった。
USSSは、1902年より個々のメンバーを常時監視対象とし、移民に変装した捜査官が、尾行や会話の盗み聞きを重ねた。またイタリア系捜査官が組織に潜入しようと試みたが、シチリア人でないと多分に怪しまれるため断念したという。沈黙の規律、警察の賄賂漬けなどにより容易に尻尾を掴ませなかった。
1909年、USSSはメンバーを尾行してニューヨーク郊外ハイランドでモレロが立ち上げ中だった新たな紙幣偽造工場を突き止め、メンバーを泳がせて物的証拠を積み重ねた。1909年11月15日、モレロは自宅でウィリアム・J・フリン率いるUSSS捜査チームに踏み込まれ、逮捕された。1910年までに一家の総勢70人近くが摘発された。
USSSは、一家の紙幣偽造団に半ば強制されて加わっていたカラブリア系印刷屋アントニオ・コミトに照準を絞り、減刑や身の安全と引き換えに証言するよう迫った。コミトはこれに応じ、紙幣偽造活動や組織の内幕を暴露した。1910年2月、コミトの証言が決定打となり、モレロ以下8人が有罪宣告され、監獄送りになった。
後年、USSSのウィリアム・J・フリンが、モレロ一家の紙幣偽造犯罪をまとめて「バレル・ミステリー」（1919年）を著した。

## エピソード
- モレロは、活動初期にアイルランド系ギャングを紙幣偽造のパートナーにしたが、彼らが捕まった時に簡単に自白したため、以後パートナーをイタリア系に限定した[32]。
- モレロ一家の凄惨な殺人が地元民に戦慄と恐怖を植え付け、マーダー・ステーブル（殺人厩舎）の伝説を生んだ。ハーレムの街中、東108丁目にあった厩舎（馬小屋）が、日常的に敵対者や反逆者を拷問して殺す場所として噂になり、噂が広がるうちに多くの脚色が加わり、都市伝説と化した。時代に応じてマーダー・ステーブルの場所も変化した。厩舎は当時街中に数多くあり、身近な場所での殺しのイメージがリアリティを増幅させた。東108丁目の当該場所（334 E108th St., New York）は現在大型マンションの敷地になっている[33][34]。
- 紙幣偽造の司令塔アントニオ・チェカラが印刷屋アントニオ・コミトに言ったとされる言葉：「我々の組織は君が思っているより広くて大きい。各地に仲間がおり、遠く離れた仲間が違法行為をやっても我々に疑いがもたれない。我々の仲間になり我々の力を知れば、仲間になったことを誇りに思うだろう[11]」。